# Stazione di Malpensa T2
La stazione di Malpensa Aeroporto Terminal 2 è la stazione ferroviaria terminale della ferrovia Busto Arsizio-Malpensa Aeroporto.
È situata presso il Terminal 2 dell'Aeroporto di Milano-Malpensa, al quale afferiscono i voli della compagnia low-cost EasyJet, che gode dell'utilizzo esclusivo di tale terminal.

## Operatività
È gestita da Ferrovienord ed è stata inaugurata il 6 dicembre 2016. La stazione del Terminal 2 dista 3,4 km dalla stazione del Terminal 1.
Nei primi mesi a seguito della sua apertura i viaggiatori sulla linea per l'aeroporto milanese aumentarono del 30%.
Durante l'inaugurazione a dicembre 2016, l'allora presidente della Regione Lombardia Roberto Maroni annunciò per il 2019 l'avvio dei lavori per il collegamento di questa stazione alla ferrovia Domodossola-Milano, con innesto poco a nord della stazione di Gallarate.

## Movimento

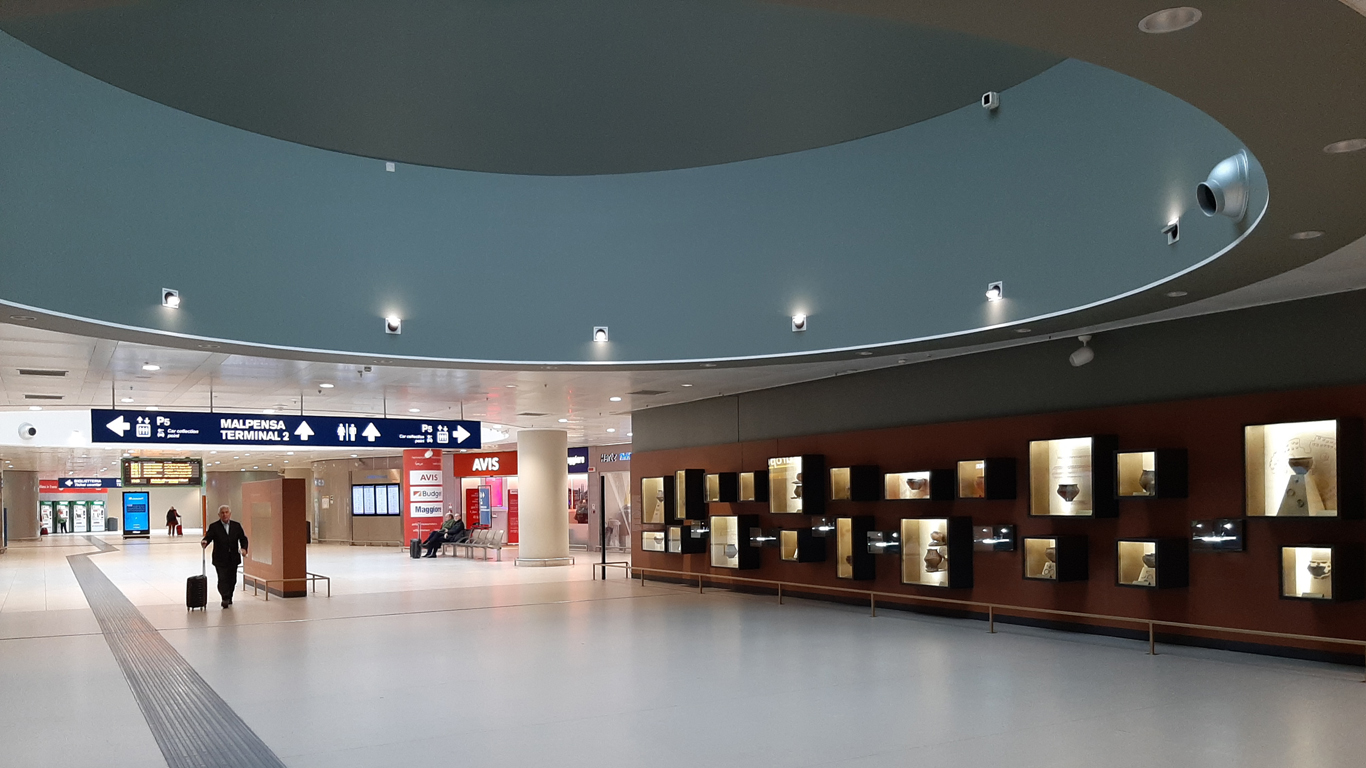
Il corridoio d'accesso

La stazione è servita dai treni Malpensa Express da e per Milano Centrale e Milano Cadorna, operati da Trenord.
Dal 2016 al 2018 vi ha inoltre prestato servizio a frequenza bioraria la linea S30 della rete celere del Canton Ticino, operante la relazione Bellinzona-Luino-Malpensa Aeroporto; a decorrere da giugno 2018 tale relazione viene soppressa e sostituita dalla linea S40, operante (sempre a cadenzamento biorario) la tratta Malpensa T2-Varese-Mendrisio-Como. Da giugno 2019 il collegamento transfrontaliero, divenuto giornaliero e a cadenza oraria, è garantito dalla linea S50 da e per Bellinzona (via Varese, Mendrisio e Lugano). Tali servizi sono in carico alla società TiLo.
In seguito alla rimodulazione dei voli nello scalo a causa della pandemia di COVID-19, il servizio ferroviario è stato limitato nella stazione di Malpensa T1, con la conseguente chiusura dell’impianto. La stazione è tornata operativa a partire dal 31 maggio 2023, giorno nel quale è avvenuta la riapertura del relativo terminal aeroportuale.

## Strutture e impianti
La stazione è di testa e dispone di 4 binari tronchi in uso per il servizio viaggiatori.
L’impianto, ai fini della circolazione, è classificato come posto periferico, telecomandato dal DCO con sede a Saronno.